# Ein Bandit zum Küssen
Ein Bandit zum Küssen ist ein US-amerikanischer Western mit Musicaleinlagen aus dem Jahr 1948 von László Benedek mit Frank Sinatra und Kathryn Grayson in den Hauptrollen. Der Film wurde von Metro-Goldwyn-Mayer produziert.

## Handlung
1830 ist Kalifornien noch eine spanische Kolonie. Der Barbesitzer Chico, ehemaliges Bandenmitglied des Kissing Bandit, erhält einen Brief von dessen Sohn Ricardo aus Boston. Ricardo hat das College besucht und will nun den alten Freund seines Vaters besuchen und bei seinen Geschäften helfen. Chico missinterpretiert das Schreiben und glaubt, Ricardo wolle in die Fußstapfen seines Vaters als Bandit treten.
Chico und seine Freunde erwarten die Ankunft eines mutigen und gerissenen Sohnes, werden aber enttäuscht, als Ricardo bei seiner Ankunft vom Pferd fällt und durch das Fenster der Bar stürzt. Ricardo weiß nichts von der Vergangenheit seines Vaters und ist dementsprechend schockiert, als ihn Chico aufklärt. Ricardo wehrt Chicos Ansinnen ab, der neue Banditenboss zu werden. Doch für Chico ist es eine Mission, aus Ricardo einen Banditen zu machen und kleidet ihn in das Kostüm seines Vaters.
Ricardo erweist sich beim ersten Postkutschenüberfall als unfähig. Dennoch wollen ihn die Männer behalten. Er soll die überfallenen Damen mit seinem Charme und seinen Küssen ablenken. In der nächsten Kutsche, die überfallen werden soll, sitzt Teresa, die Tochter des Gouverneurs Don Jose. Teresas Schönheit irritiert Ricardo so sehr, dass er vergisst, sie zu küssen. Teresa erreicht ihr Zuhause niedergeschlagen, denn sie glaubt, der Bandit habe sie nicht küssen wollen, weil sie nicht attraktiv genug sei. In Liebe entbrannt bringt Ricardo Teresa ein Ständchen dar, wird aber von den Wachen beschossen. Don Jose glaubt, seine Tochter wurde durch den verweigerten Kuss beleidigt. Er befiehlt Colonel Gomez, den Banditen zu finden.
Die spanischen Steuereintreiber Graf Belmonte und General Torro sind auf dem Weg zum Gouverneur, als sie bei Chico einkehren. Chico versucht, den General zu bestellen und wird von Belmonte erwischt. Chico überwältigt den Grafen und fesselt ihn zusammen mit dem General ans Bett. Jetzt erst wird Chico und Ricardo klar, welch wichtige Männer sie in ihren Händen haben. Chico findet ein Empfehlungsschreiben für die beiden an Don Jose. Als Steuereintreiber verkleidet suchen Chico und Ricardo Don Joses Hazienda auf.
Auf der Hazienda versucht Ricardo weiter Teresa zu betören, während Chico sich an Don Joses Schwester Isabella heranmacht. Während der Gouverneur ein Fest zu Ehren der Steuereintreiber ausrichtet, können sich Belmonte und Torro befreien. Noch bevor die beiden die Hazienda erreichen, haben Ricardo und Chico ihre wahre Identität gelüftet und Freundschaft mit dem Gouverneur geschlossen. Belmonte und Torro werden zurück nach Spanien geschickt. Don Jose gibt der Liebe zwischen Ricardo und Teresa seinen Segen.

## Produktion
Gedreht wurde der Film von Mitte Mai bis Ende August 1947 in Murphys, in der Sonora-Wüste sowie in den MGM-Studios in Culver City.

## Stab und Besetzung
Cedric Gibbons und Randall Duell waren die Art Directors, Edwin B. Willis und Jack D. Moore die Szenenbildner, Walter Plunkett der Kostümbildner. Douglas Shearer war für den Ton verantwortlich, A. Arnold Gillespie für die Spezialeffekte.
László Benedek gab sein Regiedebüt bei einem Spielfilm.
In kleinen nicht im Abspann erwähnten Nebenrollen traten Nana Bryant, Sally Forrest, Byron Foulger und Mitchell Lewis auf.

## Musik
Léo Arnaud war der Arrangeur der Musikstücke.
Folgende Songs wurden im Film dargeboten:
- Tomorrow Means Romance von Nacio Herb Brown und William Katz
- What's Wrong With Me?, Love Is Where You Find It und Señorita von Nacio Herb Brown und Earl Brent
- I Steal a Kiss von Nacio Herb Brown und Edward Heyman

Nacio Herb Brown komponierte auch die Tanznummer Dance of Fury, choreografiert von Stanley Donen und getanzt in einem Cameo-Auftritt von Ricardo Montalbán, Ann Miller und Cyd Charisse.

## Synchronisation
Die deutsche Synchronfassung wurde 1992 im Auftrag der ARD von Interopa Film in Berlin erstellt. Hans-Jürgen Bernhard schrieb das Dialogbuch und führte Dialogregie.
| Rolle         | Darsteller        | Synchronsprecher      |
| ------------- | ----------------- | --------------------- |
| Ricardo       | Frank Sinatra     | Michael Pan           |
| Teresa        | Kathryn Grayson   | Cornelia Meinhardt    |
| Chico         | J. Carroll Naish  | Friedrich G. Beckhaus |
| Isabella      | Mildred Natwick   | Marianne Lutz         |
| Don Jose      | Michael Rasumny   | Harry Wüstenhagen     |
| Gen. Toro     | Billy Gilbert     | Wolfgang Spier        |
| Col. Gomez    | Clinton Sundberg  | Georg Tryphon         |
| Graf Belmonte | Carleton G. Young | Klaus-Dieter Klebsch  |

## Veröffentlichung
Die Premiere des Films fand am 18. November 1948 in New York statt. In der Bundesrepublik Deutschland wurde er am 28. April 1996 im deutschen Fernsehen ausgestrahlt.

## Kritiken
Das Lexikon des internationalen Films schrieb: „Eine weitgehend mißratene musikalische Komödie, die immerhin mit einer furiosen Tanznummer des Trios Cyd Charisse/Ann Miller/Ricardo Montalban aufwarten kann und dem damaligen Teenager-Idol Frank Sinatra Gelegenheit zu einigen Songs gibt.“
Der Kritiker des TV Guide befand, dass der Film außer der Montalbán/Charisse/Miller-Tanznummer nichts Außergewöhnliches zu bieten habe.